# Cal Grec
Cal Grec és una casa amb elements modernistes i noucentistes d'Esterri d'Àneu (Pallars Sobirà) inclosa a l'Inventari del Patrimoni Arquitectònic de Catalunya.

## Descripció
Edifici situat en el carrer Major, constituït per planta baixa i tres pisos alts, el darrer sota la coberta llicorella a dues vessants. La façana es arrebossada excepte el sòcol d'un metres i mig de granit i està situada en un lateral de la coberta, com la major part de les cases del c/ Major i de tota la vila. A la planta baixa s'obren tres grans portes. Ocupa tota la llargada de la façana al primer pis una balconada amb barana de guix formant un dibuix de cercles i quadrats, a la que tenen accés tres grans obertures. Al segon pis, s'obren tres balcons independents amb balustres de guix perfilats i calats. Un grotescos decoren la part superior dels arcs dels dos balcons laterals. A costa i costat del balcó central, en la part superior, apareixen dues mènsules formant volutes de tipus jònic sobre les que descansa l'únic balcó del tercer pis, que s'obre sota d'una llucana, a la barana del qual es llegeix la data de construcció de l'edifici: l'any 1924, enmig de volutes de guix. Sobre del balcó hi ha unes petites obertures semicirculars. L'aiguavessant del llosat i la llucana llueixen un faldonet de fusta calada. L'edifici respira un estil domèstic adaptat al medi i l'arquitectura pirinenca. Es la seu de la Societat de Caça i Pesca.